# Wolfram Eilenberger

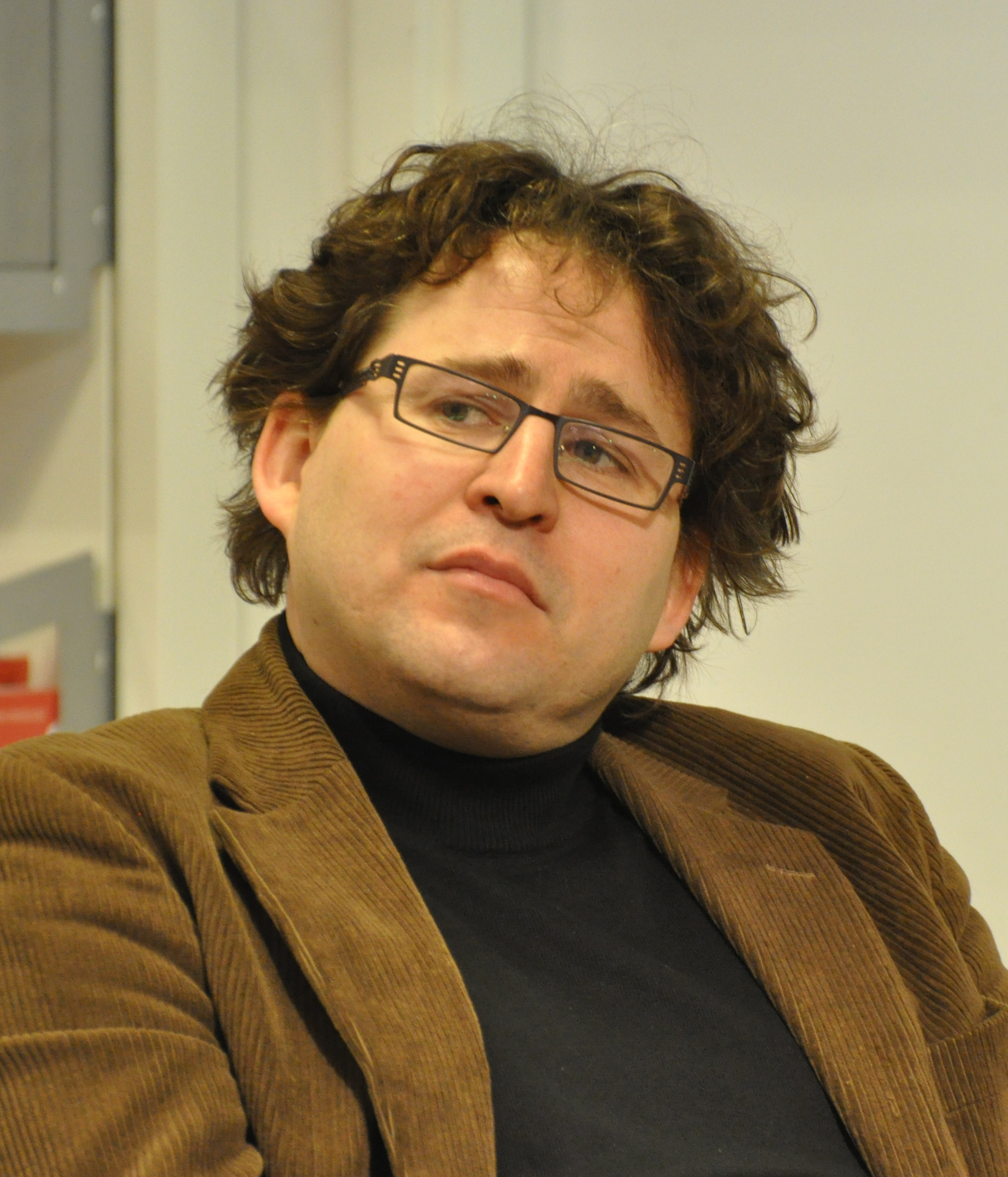
Wolfram Eilenberger in 2011

Wolfram Eilenberger (Freiburg im Breisgau, 7 augustus 1972) is een Duits journalist, filosoof en publicist.

## Jeugd
Wolfram Eilenberger is een zoon van fysiotherapeut Eva Rheinboldt en Regierungsrat (hogere regeringsambtenaar) Lothar Eilenberger. Hij groeide op in Karlsruhe-Waldstadt. Daar bezocht hij het Otto-Hahn-Gymnasium Karlsruhe. Eilenberger studeerde vervolgens filosofie, psychologie en romanistiek in Heidelberg, Turku en Zürich. In 2008 promoveerde hij in laatstgenoemde stad bij hoogleraar filosofie Michael Hampe op een dissertatie over de cultuurfilosofie van Michail Bachtin.

## Loopbaan
Sinds 1999 is Eilenberger columnist voor Die Zeit en Der Tagesspiegel. Daarnaast was hij ‘filosofisch correspondent’ voor het maandblad Cicero. En hij is hoofdredacteur geweest van Philosophie Magazin. In de periode 2010-2012 had hij een aanstelling in Canada, als universitair docent aan de Universiteit van Toronto. Sinds 2017 is hij programmaleider bij de Berlijnse boekuitgeverij Nicolai Publishing & Intelligence. Bovendien is Eilenberger al enige tijd succesvol in het schrijven van non-fictie boeken.

## Schrijver

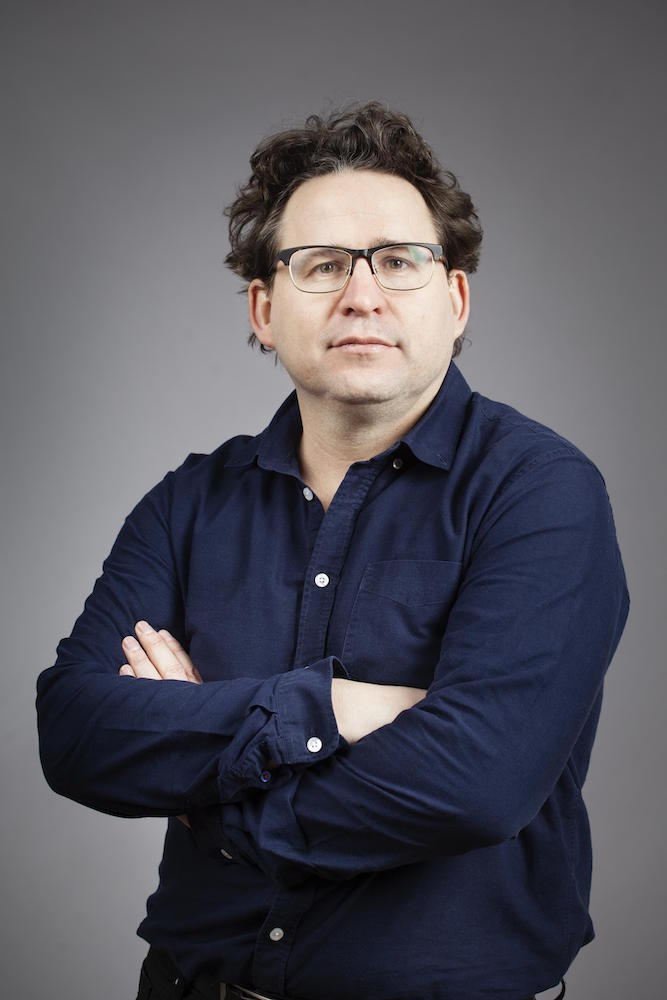
Eilenberger in 2016

In zijn toegankelijke publicaties gebruikt Eilenberger filosofische perspectieven bij zijn benadering van vraagstukken uit de politiek, cultuur van alledag en sport. Bovendien verschenen verscheidene populair wetenschappelijke filosofieboeken van zijn hand, waarvan er diverse zijn vertaald. Het boek Finnen von Sinnen: Von einem, der auszog, eine finnische Frau zu heiraten uit 2010 — over een Duitser die er op uit trok om een Finse vrouw te trouwen — werd zowel in Duitsland als in Finland een bestseller. En in 2011 ontving hij voor het boek Philosophie für alle, die noch etwas vorhaben de Mindelheimer Philosophiepreis, een literatuurprijs van de stad Mindelheim voor auteurs die filosofie toegankelijk weten te maken voor de jeugd.
Internationale bekendheid verwierf Eilenberger in 2018 met Zeit der Zauberer: Das große Jahrzehnt der Philosophie 1919–1929. Dit werk is een soort geïntegreerd vierluik waarin de filosofen Ludwig Wittgenstein, Ernst Cassirer, Walter Benjamin en Martin Heidegger centraal staan. Het is naar 24 talen vertaald en oogstte veelal lof. In 2020 paste Eilenberger hetzelfde concept toe in zijn verhandeling over de filosofen Hannah Arendt, Simone de Beauvoir, Ayn Rand en Simone Weil, Feuer der Freiheit: Die Rettung der Philosophie in finsteren Zeiten (1933–1943). Deze “combinatie van biografie en filosofie werkt erg goed”, aldus recensent Remco Nieberg op Tzum. Dit werk werd in 2021 genomineerd voor de Tractatus-prijs, een Oostenrijkse literatuurprijs van het Philosophicum Lech voor filosofische essayistiek.

## Privé
Wolfram Eilenberger is gehuwd met voormalig Fins basketbal international en fennist Pia-Maria Päiviö. Hun gezin woont in Berlijn en in Kopenhagen.

## Eerbetoon

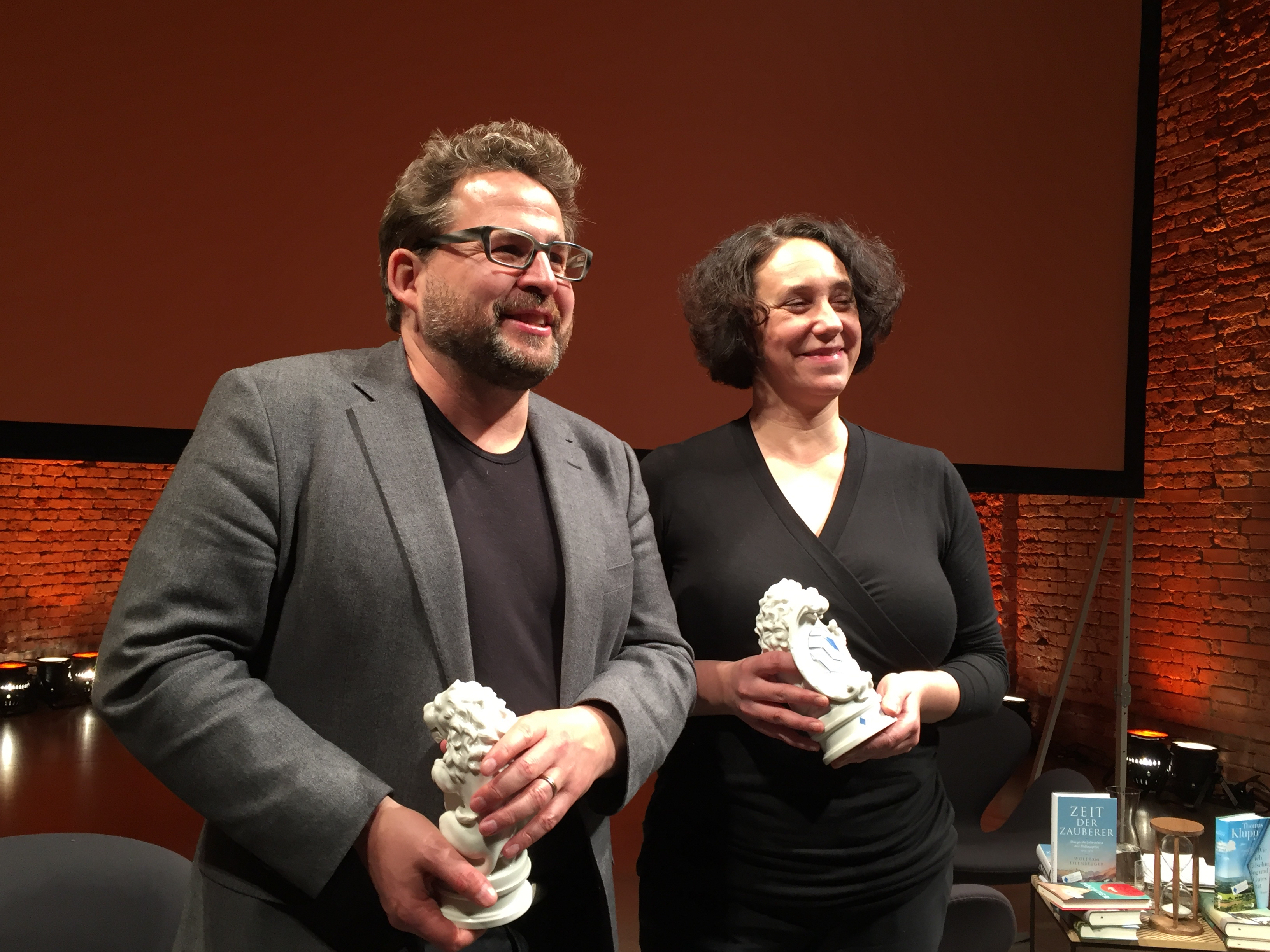
Eilenberger met Lucie Fricke tijdens de uitreiking van de Bayerische Buchpreis in 2018

- Mindelheimer Philosophiepreis (2011)
- Bayerische Buchpreis (2018)
- Prix du Meilleur Livre Étranger (2019)

## Werken (capita selecta)
- Philosophie für alle, die noch etwas vorhaben (2005) ISBN 978-3-8270-0581-6
- Finnen von Sinnen: Von einem, der auszog, eine finnische Frau zu heiraten (2010) ISBN 978-3-442-37583-7
- Zeit der Zauberer: Das große Jahrzehnt der Philosophie 1919–1929 (2018) ISBN 978-3-608-94763-2
  - Het tijdperk van de tovenaars. Het grote tijdperk van de filosofie, 1919-1929 (2018) Amsterdam, De Bezige Bij. (vert. W. Hansen) ISBN 9789403120102
- Feuer der Freiheit: Die Rettung der Philosophie in finsteren Zeiten (1933–1943) (2020) ISBN 978-3-608-96460-8
  - Het vuur van de vrijheid. De nieuwe wereld van Hannah Arendt, Simone de Beauvoir, Ayn Rand en Simone Weil (2022) Amsterdam, De Bezige Bij. (vert. W. Hansen) ISBN 9789403124711

- Bibsys: 14015050
- Biblioteca Nacional de España: XX5887028
- Bibliothèque nationale de France: cb16641296h (data)
- Catàleg d'autoritats de noms i títols de Catalunya: 981058616674606706
- Gemeinsame Normdatei: 130889067
- International Standard Name Identifier: 0000 0000 7875 4890
- Library of Congress Control Number: no2008158122
- MusicBrainz: 3dd51942-7f24-4520-97bc-45a82c33288d
- Nationale Bibliotheek van Tsjechië: mzk20181007318
- Nationale Bibliotheek van Israël: 987009050074205171
- Nationale Bibliotheek van Polen: a0000002608721
- Nationale en Universitaire bibliotheek Zagreb: 000737092
- Nederlandse Thesaurus van Auteursnamen: 318751879
- Istituto Centrale per il Catalogo Unico: RAVV689799
- Système universitaire de documentation: 117388882
- Virtual International Authority File: 7217452
- WorldCat: E39PBJcccQX7wWb8hKvr6FFHYP